# Службово-розшукові собаки
Службово-розшукові собаки — спеціально навчені собаки для виконання завдань, пов'язаних із правоохоронними органами або забезпечення фізичної безпеки людей, яка несе службу в поліції (поліцейський собака), армії, у прикордонників, у пожежних дружинах, тюремній службі, у залізничних охоронців або на митному контролі.

Використовується їх нюхова здатність (виявлення та розрізнення різних запахів у різних концентраціях) та здатність слідувати конкретному запаху достатньо довго, поки завдання не буде виконано.
Експерименти показали, що собаки легко розрізняють індивідуальний запах людини, який зумовлений генетично (індивідуальний запах не залежить ні від харчування, ні від одягу, ні від домашньої обстановки).
Деякі собаки використовуються для виявлення заборонених речовин, таких як наркотики чи вибухові речовини. Багатьох поліцейських собак навчають виявляти марихуану, героїн, кокаїн, крек та метамфетаміни.
Кращими і неперевершеними собаками для розшукової служби є ротвейлер, німецька вівчарка, які безвідмовно працюють в різних умовах. Крім того, до розшукової служби придатні і такі породи, як ердель-тер'єр, різеншнауцер, доберман, боксер і деякі інші. Однак при виборі породи завжди необхідно враховувати кліматичні умови тих місць, де планується застосовувати собаку.